# Vosek, Pesnica
Vosek este o localitate din comuna Pesnica, Slovenia, cu o populație de 326 de locuitori.